# Bharat Petroleum
Bharat Petroleum Corporation Limited (BPCL) er et indisk olie- og gasselskab, der er ejet af den indiske stat under ministeriet for benzin og naturgas. De har tre raffinaderier i Bina, Kochi og Mumbai. BPCL har også naturgastransport og tankstationer.